# Xylotoles sandageri
Xylotoles sandageri es una especie de escarabajo longicornio del género Xylotoles, tribu Parmenini, subfamilia Lamiinae. Fue descrita científicamente por Broun en 1886.

## Descripción
Mide 7-8,4 milímetros de longitud.

## Distribución
Se distribuye por Nueva Zelanda.